# Telegatti 1985
La seconda edizione del Gran Premio Internazionale dello Spettacolo si è tenuta a Milano, al Teatro Manzoni, il 21 maggio 1985. La serata venne poi trasmessa su Canale 5 in due parti, il 26 e il 27 maggio 1985. A condurre la serata, per la seconda volta consecutiva, il presentatore televisivo Mike Bongiorno, affiancato dalle annunciatrici delle reti Fininvest: Susanna Messaggio e Fiorella Pierobon (di Canale 5), Gabriella Golia (di Italia 1), Cinzia Lenzi e Alessandra Buzzi (di Rete 4).
Ospiti musicali delle serate sono stati Lucio Dalla, Loredana Bertè, Ornella Vanoni, Gino Paoli e i Pooh; Claudio Cecchetto invece è il primo deejay a ricevere il Telegatto. Ospiti comici sono stati Gigi e Andrea e Beppe Grillo.
Dall'estero sono giunti personaggi come Henry Winkler, il Fonzie della storica serie Happy Days, le attrici Sônia Braga, Verónica Castro, Connie Sellecca e in collegamento telefonico da Cannes l'attore Harrison Ford, reduce dal successo di Indiana Jones e il tempio maledetto.

## Vincitori
I premi sono assegnati alle trasmissioni andate in onda l'anno precedente alla cerimonia. Di seguito vengono elencate le varie categorie di premi, e i rispettivi vincitori dell'anno.

### Trasmissioni dell'anno
- Pronto, Raffaella?, Rai 1
- Zig Zag, Canale 5

### Miglior film in TV
- I predatori dell'arca perduta

### Migliori miniserie TV italiane
- Cristoforo Colombo, Rai 2
- Cuore, Rai 2
- Quei 36 gradini, Rai 2

### Migliori film TV stranieri
- Quo vadis?, trasmesso su Rete 4
- V - Visitors, trasmesso su Canale 5

### Miglior telefilm italiano
- Orazio, Canale 5

### Migliori telefilm stranieri
- Dallas, trasmesso su Canale 5
- Dynasty, trasmesso su Canale 5
- Hotel, trasmesso su Canale 5

### Migliori trasmissioni di attualità e cultura
- Bit, Italia 1
- Italia sera, Rai 1
- Nonsolomoda, Canale 5

### Miglior commento televisivo
- Miss Mondo, trasmesso su Canale 5

### Migliori trasmissioni di giochi TV
- M'ama non m'ama, Rete 4
- Ok, il prezzo è giusto!, Italia 1

### Migliori trasmissioni di intrattenimento con ospiti
- Aboccaperta, Rai 2
- Maurizio Costanzo Show, Canale 5

### Miglior quiz TV
- Il pranzo è servito, Canale 5
- Superflash, Canale 5

### Migliori trasmissioni di varietà
- Ci pensiamo lunedì, Rai 2
- Domenica in, Rai 1
- Drive In, Italia 1
- Fantastico 5, Rai 1
- Quo vadiz?, Rete 4
- Risatissima, Canale 5
- Il tastomatto, Rai 1
- W le donne, Rete 4

### Migliori trasmissioni di scienza e cultura
- Jonathan - Dimensione avventura, Canale 5
- Quark, Rai 1

### Miglior trasmissione di giornalismo
- Trent'anni della nostra storia, Rai 1
- Linea diretta, Rai 1

### Miglior soap opera
- Anche i ricchi piangono, trasmesso su Rete A

### Miglior telenovela
- Samba d'amore, trasmesso su Rete 4

### Migliori trasmissioni musicali
- Dee Jay Television, Italia 1
- Festivalbar, Canale 5
- 35º Festival di Sanremo, Rai 1

### Migliori trasmissioni sportive
- Il Processo del Lunedì, Rai 3
- Record, Canale 5

### Premio speciale servizi giornalistici
- A Giorgio Bocca

## Statistiche emittente/vittorie
- Rai 1   8 premi
- Rai 2   5 premi
- Rai 3    1 premio

Totale Rai: 14 Telegatti
- Canale 5   15 premi
- Italia 1      5 premi
- Rete 4     5 premi

Totale Fininvest: 25 Telegatti
- Rete A   1 premio